# Rimantas Norvila

Wappen von Rimantas Norvila

Rimantas Norvila (* 2. Dezember 1957 in Baptai, Rajongemeinde Kaunas, Litauische SSR) ist ein litauischer katholischer Geistlicher, Jugendbischof und Bischof von Vilkaviškis.

## Ausbildung, Vikariat
1975 absolvierte Rimantas Norvila die 26. Mittelschule Kaunas und begann das Diplomstudium an dem Polytechnischen Institut Kaunas. 1976 bis 1978 leistete er den Pflichtwehrdienst in der sowjetischen Armee. Danach arbeitete in verschiedenen Betrieben und Anstalten (etwa 8 Jahre).
1986 trat er dem Priesterseminar Kaunas bei und am 24. Februar 1991 wurde er geweiht. Danach arbeitete er als Vikar in der Kathedrale Kaunas, in den Pfarrgemeinden St. Joseph, Prisikėlimo (Auferstehungsgemeinde). 
1993 wurde er Kanzler der Kurie im Erzbistum Kaunas.
1995 studierte Norvila Theologie in Rom und wurde Lizenziat.

## Bischof
Am 28. Mai 1997 wurde Rimantas Norvila durch Papst Johannes Paul II. zum Weihbischof in Kaunas bestellt und zum Titularbischof von Castrum ernannt. Die Bischofsweihe spendete ihm am 29. Juni 1997 der Erzbischof von Kaunas, Sigitas Tamkevičius. Mitkonsekratoren waren Audrys Juozas Bačkis, Erzbischof von Vilnius, und Vladas Michelevicius, Titularbischof von Thapsus und Weihbischof in Kaunas.
Er war zeitweiliger Regens des Priesterseminars Kaunas (Juli 1997 bis Juli 2001) und Generalvikar des Erzbischofs von Kaunas (27. Juli 1999).
Am 5. Januar 2002 wurde Norvila Bischof von Vilkaviškis (von Johannes Paul II. ernannt), Ingress wurde in der Kathedrale Vilkaviškis am 10. Februar gefeiert.
Seit 20. September 2002 ist er Vorsitzender des Jugendrats der Litauischen Bischofskonferenz (LVK) und des Rats für Beziehungen mit der Polnischen Bischofskonferenz von LVK, Mitglied des Ständigen Rats der LVK seit 20. September (2005).